# The Witcher 3: Wild Hunt - Blood and Wine
The Witcher 3: Wild Hunt - Blood and Wine è la seconda e ultima espansione del videogioco del 2015 The Witcher 3: Wild Hunt. Sviluppato da CD Projekt Red, Blood and Wine è stato pubblicato per Microsoft Windows, PlayStation 4 e Xbox One il 31 maggio 2016. L'espansione segue le avventure di Geralt di Rivia che si reca a Toussaint, un ducato non toccato dalla guerra che si svolge nel gioco di base, al fine di rintracciare una misteriosa bestia che terrorizza la regione. L'espansione ha ricevuto ottimi riscontri da parte della critica e vinto numerosi premi.

## Trama
La trama è ambientata dopo le vicende del gioco base. A Geralt viene offerto un contratto dalla duchessa Anna Henrietta, governante di Toussaint, un ducato vassallo sotto l'impero nilfgaardiano, famoso per i suoi vigneti e le esportazioni di vino. Due cavalieri di Toussaint sono stati assassinati in strane circostanze e Geralt ha il compito di trovare e uccidere il mostro responsabile della loro morte.
Al suo arrivo a Toussaint, Geralt indaga sull'omicidio di un terzo cavaliere. Con l'aiuto di Henrietta e del capitano Damien de la Tour, il cavaliere che dirige le indagini, Geralt scopre indizi che suggeriscono che i cavalieri siano stati uccisi per aver violato le cinque virtù che tutti i cavalieri di Toussaint giurano di mantenere, e che un quarto cavaliere potrebbe essere in pericolo. Geralt arriva giusto in tempo per vedere la Bestia uccidere il quarto cavaliere e, dopo averla inseguita in un magazzino, inizia a combattere contro di essa. Prima che uno dei due possa uccidere l'altro, Regis, un vampiro superiore amico di Geralt, interviene e convince la Bestia ad andarsene. Regis spiega a Geralt che la Bestia non è altri che un vampiro superiore di nome Dettlaff e decide di unire le forze con Geralt per fermarlo.
Quando Geralt e Regis scovano il nascondiglio del vampiro omicida, i due scoprono che Dettlaff è stato costretto a commettere uccisioni per conto di terzi: Rhenawedd, l'amante umana di Dettlaff, è stata infatti rapita e i sequestratori stanno costringendo Dettlaff a uccidere i cavalieri di Toussaint minacciando di morte la donna se il vampiro avesse desistito. Mentre Regis aspetta che Dettlaff torni da lui, Geralt fa rapporto a Henrietta e de la Tour. Dopo varie indagini, la sovrana ipotizza che sua sorella Syanna possa essere coinvolta e chiede al protagonista di ritrovarla.
Gli uomini di De la Tour, aiutati da Geralt, Regis e lo stesso Dettlaff, assaltano il mastio dei rapitori per salvare Rhenawedd. Dopo essersi riuniti con gli altri nella fortificazione, Geralt deduce che Syanna e Rhenawedd sono la stessa persona, che ha falsificato il suo rapimento. Sentendosi tradito, Dettlaff se ne va in collera minacciando di distruggere Beauclair, la capitale di Toussaint, a meno che Syanna non accetti di incontrarlo dandogli una spiegazione entro tre giorni. Geralt spiega a Henrietta che Syanna era dietro tutto, ma la duchessa si rifiuta di credergli. Dopo aver appreso che Dettlaff è la Bestia ricercata, chiede a Geralt di rintracciarlo e ucciderlo, rifiutando anche di piegarsi alla minaccia del vampiro.
Geralt non riesce a localizzare Dettlaff nei tre giorni che seguono. Mentre lui e Regis fanno rapporto alla duchessa, diversi vampiri minori attaccano la città. Geralt e Regis hanno due scelte: liberare Syanna in modo da poter parlare con Dettlaff, o trovare l'Eletto Invisibile che può costringere Dettlaff a comparire davanti a Geralt. Se Geralt sceglie di liberare Syanna, lui e Regis trovano de la Tour in città e lo convincono a dire loro dove è prigioniera la donna. Geralt e Regis si dirigono nella stanza dei giochi del palazzo, dove trovano un libro di favole incantato dove le sorelle giocavano insieme da bambine. Geralt entra nel mondo del libro, battezzato "Terra delle Mille Favole", individua Syanna e ritorna con lei nel mondo reale. Mentre è lì, Syanna spiega a Geralt la ragione per le crudeltà da lei commesse, dichiarando che era in cerca di vendetta per essere stata esiliata dal regno quando era ancora una ragazzina. In tale circostanza, Geralt ha anche la possibilità di prendere un nastro donatogli da Syanna. Se Geralt sceglie invece di trovare l'Eletto Invisibile, va da Orianna, la direttrice di un orfanotrofio, che gli chiede di uccidere un vampiro per suo conto. Geralt uccide il vampiro, ma scopre anche che la stessa Orianna è un vampiro superiore ossessionato dal sangue dei bambini, e torna nell'orfanotrofio. Dato che Beauclair è sotto attacco, Geralt è costretto a lasciare Orianna. Geralt e Regis si dirigono alla tana dell'Eletto Invisibile e riescono a convincerlo a richiamare Dettlaff.
A questo punto sono possibili diversi finali. Se Geralt aveva liberato Syanna dal mondo delle fiabe, Geralt, Regis e Syanna incontrano Dettlaff alle rovine di Tesham Mutna. Se Geralt aveva precedentemente preso il nastro da Syanna, la salva dal colpo mortale di Dettlaff. Quindi Geralt e Regis combattono contro Dettlaff per poi annientarlo. Geralt riceve la massima onorificenza di Toussaint per aver ucciso la Bestia. Durante la cerimonia di premiazione, la duchessa giudica Syanna per i suoi crimini e la colpevole trafigge la sorella con una forcina per poi venire a sua volta uccisa da un colpo di balestra lanciato da de la Tour. Se Geralt riesce a convincere Syanna, durante la sua detenzione, a perdonare Anna Henrietta per quelli che ritiene siano stati torti nei suoi confronti, durante la premiazione le due sorelle si riconciliano. Un terzo finale avviene se Geralt non ha recuperato il nastro magico da Syanna nel mondo delle fiabe. Dettlaff affronta Syanna e la uccide. Geralt può decidere se lasciarlo andare o ucciderlo con l'aiuto di Regis. Qualunque sia la sua decisione, Geralt viene gettato in prigione per non aver salvato Syanna. Geralt sarebbe rimasto in prigione o sarebbe stato condannato a morte se Dandelion, un amico del witcher, non avesse persuaso la duchessa a perdonarlo.
Se Geralt sceglie di percorrere il Sentiero degli Antichi Anziani, il Vampiro anziano costringe Dettlaff ad incontrare Geralt e Regis a Tesham Mutna. Dettlaff, infuriato, attacca entrambi, ma Geralt e Regis riescono a ucciderlo. Il finale è identico a quello in cui Syanna uccide la sorella per poi venire uccisa a sua volta.
Geralt e Regis riflettono infine sugli eventi appena accaduti e decidono di concedersi un momento di riposo. Il vampiro dice al witcher che si avventurerà a sud e che andrà a vivere nella città di Nilfgaard oppure nel caso che Dettlaff sia vivo,andrà a cercarlo e lo aiuterà a rinsavire. Geralt torna quindi nella sua tenuta a Toussaint. Qui incontra un visitatore a sorpresa che, a seconda delle scelte che ha fatto il giocatore nel gioco base, può essere Ciri, Yennefer, Triss o Dandelion.

## Accoglienza
Secondo il sito Metacritic Blood and Wine ha ricevuto "riconoscimenti universali" da parte della critica. Molti recensori hanno elogiato il modo in cui la CD Projekt Red ha concluso la storia di Geralt di Rivia e la grandezza dell'espansione. Alcuni hanno sostenuto che Blood and Wine potrebbe anticipare un nuovo progetto. In una recensione su PC Gamer, Tom Senior ha elogiato gli sviluppatori per aver creato un'espansione longeva, dichiarando che se avessero continuato a pubblicare altre espansioni avrebbe continuato a giocare a The Witcher nel 2020. Senior ha anche dichiarato che si tratta di un "bell'addio un vecchio amico brizzolato". L'autore di The Escapist Steven Bogos afferma che Blood and Wine è nel complesso una buona espansione ma non ha la trama avventurosa in cui bisogna "salvare il mondo" come nei titoli precedenti. Ha però aggiunto che l'addio a Geralt di Rivia "ti strapperà un sorriso". Richard Cobbett di Rock, Paper, Shotgun ha affermato che il gioco non è il miglior lavoro della CD Projekt Red. Ha detto che pur avendo una buona storia non è all'altezza di quella della precedente espansione Hearts of Stone. Al contrario della recensione di Cobbett, Chris Carter di Destructoid ritiene che Blood and Wine fosse migliore di Hearts of Stone perché quest'ultimo sembrava una "ricerca rifinita e tirata per le lunghe". Ha detto che Blood and Wine è abbastanza espansivo da poter essere considerato un nuovo progetto. Kevin VanOrd di GameSpot sostiene che Blood and Wine è "tematicamente oscuro come i suoi predecessori", anche se rispetto, ad altri aspetti di The Witcher 3, è meno triste. Sebbene consideri lento l'inizio della trama dell'espansione, Leif Johnson di IGN ha iniziato ad "amarlo" durante le prime ore di gioco. Lo scrittore di Shacknews Josh Hawkins ha notato che hanno avuto alcuni problemi e bug nell'espansione, ma non c'erano molti particolari che non gli piacessero. Ha aggiunto che, nel complesso, fosse una buona aggiunta alla serie. Similmente ad Hawkins, Mike Williams di USgamer ha affermato che è stata una buona espansione generale e che l'addio a Geralt di Rivia è stato un successo.

## Riconoscimenti
The Game Awards 2015  Game Of The Year